# Лекан Роман Йосипович
Роман Йосипович Лекан (нар. 2 квітня 1957, Україна) — український вчений у галузі медицини, доктор медичних наук (2010), професор (2015), професор кафедри хірургії № 2 Тернопільського національного медичного університету імені І. Я. Горбачевського.

## Життєпис
Закінчив Львівський державний медичний інститут у 1980 році. 
1980—1981 — інтернатура з дитячої хірургії у Львівській обласній дитячій клінічній лікарні. 
1982—2001 — хірург, далі молодший, старший науковий співробітник відділу вад серця у дітей раннього віку Інституту серцево—судинної хірургії ім. М. Амосова (м. Київ).
У 2001 році запрошений губернатором на роботу у Одеську обласну дитячу клінічну лікарню для становлення серцевої хірургії, піонер у впроваджені кардіохірургії у регіоні. У 2002 році Лекан Р. Й. призначений завідувачем відділу серцево—судинної хірургії ООДКЛ і розпочав роботу на посаді асистента кафедри дитячої хірургії Одеського Державного Медичного Університету (ОДМУ).
З вересня 2018 року працює кардіохірургом у Тернопільській університетській лікарні і професором кафедри хірургії № 2 ТНМУ.
Дійсний член Асоціації серцево—судинних хірургів України і Європейської Асоціації кардіо—торакальних хірургів.

## Наукова діяльність
У 1989 році захистив кандидатську дисертацію на тему «Хірургічне лікування дефекта міжшлуночкової перегородки після операції звуження легеневої артерії».
У 2010 році захистив докторську дисертацію на тему «Хірургічне лікування атрезії легеневої артерії з дефектом міжшлуночкової перегородки».
Серед пріоритетних напрямків наукових інтересів слід виділити розроблену корекцію дистальної гіпоплазії дуги аорти з коарктацією у новонароджених, етапне з радикальною корекцією атрезії легеневої артерії та дефектом міжшлуночкової перегородки, виконання операцій із штучним кровообігом як при вроджених вадах серця (тетрада Фалло), повна і неповна атріовентрикулярна комунікація, частковий і тотальний дренаж легеневих вен, транспозиція магістральних судин, загальний шлуночок (операція Глена, Фонтена) так і набутих протезування, пластика клапанів серця, операції артокоронарного шунтування при ішемічній хворобі серця, інфекційного ендокардиту, пухлин серця, гострої тромбоемболії легеневих артерій, аневризми висхідної аорти.
Р. Й. Лекан має значний досвід при redo operation, як при вроджених вадах серця так і набутих (протезування клапану легеневої артерії, заміна клапановмісного кондуїта між ПШ і ЛА, репротезування клапанів серця).

## Доробок
Автор і співавтор понад 94 наукових праць, є співавтором монографій: «Вроджені вади серця у дітей» (2009), «Дитяча хірургія» (2016), «Хірургічні хвороби у дітей» (2019); автор 5 патентів на корисну модель. 

## Нагороди
- грамота Міністра Охорони Здоров'я України (2010);
- грамота Голови Одеської обласної ради (2005);
- грамота Голови Одеської обласної державної адміністрації (2006).
- Лауреат рейтингу «Народне визнання 2016» — Лікар року (м. Одеса)[5].